# Kirsten Flipkens
Kirsten Flipkens, surnommée Flipper, née le 10 janvier 1986 à Geel, est une joueuse de tennis belge, professionnelle de 2003 à 2023.
Elle a remporté un titre en simple et sept titres en double dames sur le circuit WTA.

## Biographie
Kirsten Flipkens commence à jouer au tennis à 4 ans. À 12 ans, elle entre à l'école de tennis de l'Association flamande de tennis à Wilrijk. Elle y rencontre Kim Clijsters qu'elle considère comme sa grande sœur.
Elle est polyglotte. Elle parle couramment le français, l'allemand, l'anglais et le néerlandais.

## Carrière tennistique

### 2003: numéro 1 junior
À l'instar de ses deux compatriotes Justine Henin et Kim Clijsters, Kirsten Flipkens devient championne du monde junior en simple filles en 2003 grâce à ses victoires au tournoi de Wimbledon et à l'US Open des moins de 18 ans. L'année précédente, elle avait déjà décroché le titre en double filles de l'US Open aux côtés d'Elke Clijsters, la sœur de Kim.
En demi-finale de la Fed Cup, elle pousse Meghann Shaughnessy, 17e joueuse mondiale, à jouer un match en trois sets disputés. Elle s'incline 7-6, 6-7, 9-7.

### 2004-2011: difficultés à s'imposer dans le circuit Pro[1],[4]

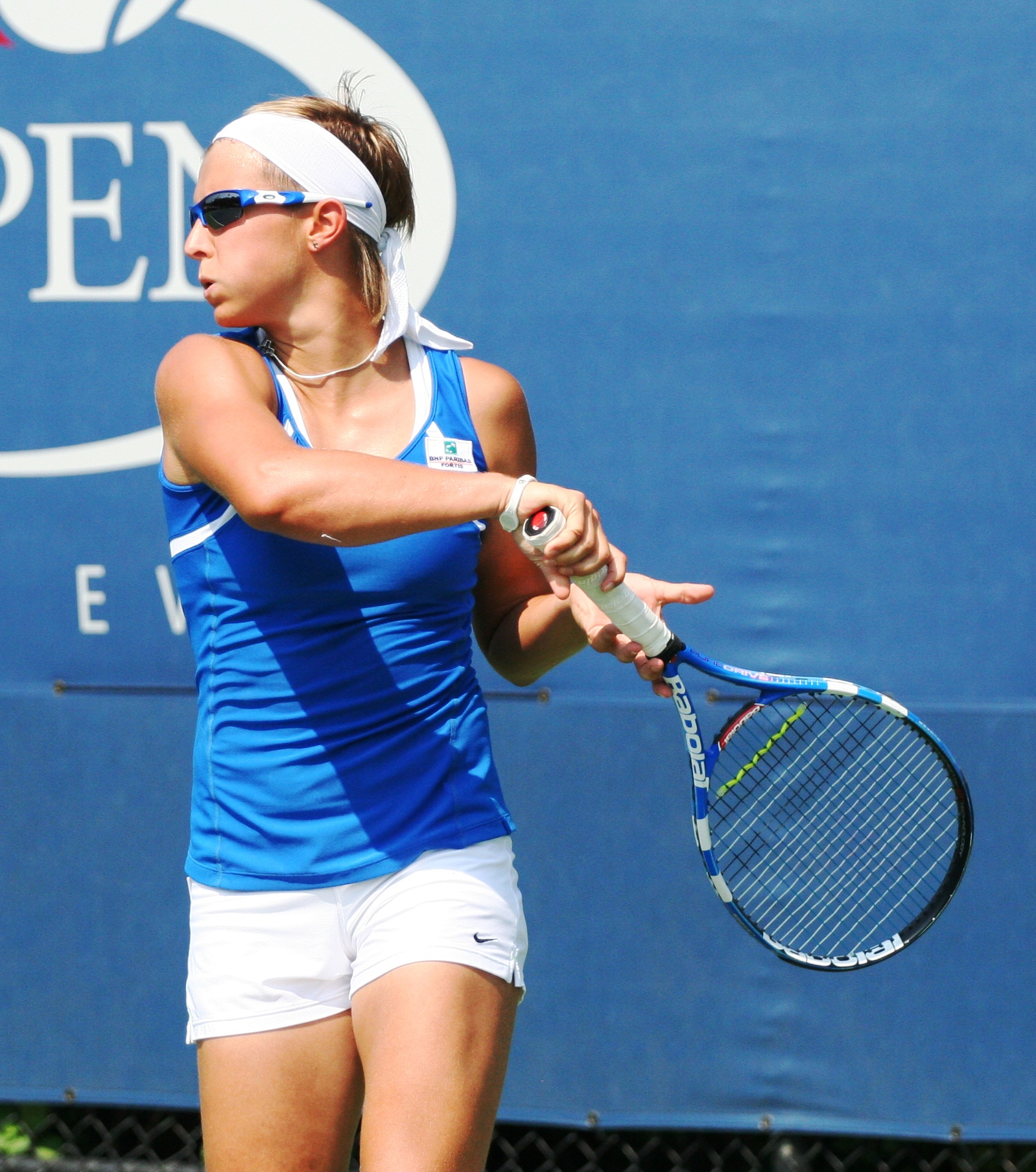
Kirsten Flipkens à l'US Open 2010.

Les saisons 2004 et 2005 sont marquées par plusieurs titres ITF : Innsbruck, Naples et Hechingen.
En 2006, au tournoi de Wimbledon, Kirsten Flipkens s'associe à Andy Murray pour le double mixte. En septembre, elle est sélectionnée au sein de l'équipe belge pour disputer la finale de la Fed Cup face à l'Italie. Elle perd ses trois matches (dont le double décisif avec Justine Henin) et ne parvient donc pas à empêcher le succès des Italiennes. Cette saison est aussi marquée par ses premiers pas dans les tableaux finaux des Grands Chelems. Elle atteint le second tour à Roland Garros et à l'US Open. Elle remporte le tournoi ITF de Las Palmas.
En 2007, de nombreuses défaites et une blessure au poignet provoquent sa chute au classement. Elle n'atteint qu'une finale à l'ITF de Deauville. Cette mauvaise saison la renvoie à la 363e place mondiale.
En 2008, elle remporte le plus important tournoi ITF de sa carrière, à Marseille sur terre battue, en évinçant Stéphanie Foretz en finale. Elle gagne également les tournois ITF de Buchen et de Tessenderlo. De plus, Kirsten Flipkens atteint la finale du tournoi de Las Palmas.
Avec les abandons de Justine Henin et de Kim Clijsters, c'est aux côtés de Yanina Wickmayer que Kirsten Flipkens joue la Fed Cup. Elles permettent à la Belgique de rester dans le groupe mondial II grâce à une écrasante victoire face à la Colombie (5-0).
En 2009, elle atteint le second tour de l'Open d'Australie et des Internationaux de France, puis le troisième tour à Wimbledon et à l'US Open. Elle remporte le tournoi ITF de Zwevegem et atteint la finale de Biberach an der Riß. Cette belle saison lui permet de remonter à la 81e place mondiale en fin de saison.
En juin 2010, Kirsten Flipkens est demi-finaliste du tournoi de Rosmalen. Elle est sortie par Andrea Petkovic après s'être imposée face à Vania King, Maria Kirilenko et Dominika Cibulková. À cette occasion, elle entre pour la première fois dans le top 60 du classement WTA, passant du 68e au 59e rang. En raison d'une blessure au poignet, elle recule au classement. Elle finit l'année au 77e rang.
En avril 2011, elle atteint les demi-finales du Grand Prix du Maroc à Fès. Ce résultat lui permet de réintégrer le top 100 du classement WTA. Kirsten Flipkens passe la saison à essayer de défendre les points gagnés la saison précédente malgré des douleurs au poignet et au genou. Les blessures l'empêchent de bien jouer, ce qui la fait reculer dans les profondeurs du classement. En fin d'année, elle a quitté le top 150.

### 2012: victoires sur le top 20 et1ertitreWTA
Kirsten Flipkens connait des hauts et des bas en début de saison. Toutefois, elle atteint les finales des tournois ITF de Rabat et de Moscou.
En juin, à Bois-le-Duc, elle bat une joueuse du top 5, Samantha Stosur, pour la première fois de sa carrière. Elle atteint les demi-finales du tournoi.
Durant l'été, elle remporte les tournois ITF de Middelbourg et de Rebecq contre les Françaises Aravane Rezaï (6-0, 6-1) et Myrtille Georges (6-2, 6-1).
Le 16 septembre 2012, à l'âge de 26 ans, Kirsten Flipkens remporte le tournoi de Québec doté de 220 000 $ en battant en finale la Tchèque Lucie Hradecká sur le score de 6-1, 7-5. Avant cela, elle avait pris la mesure de Dominika Cibulková (tête de série numéro 1 et numéro 13 mondiale) au 1er tour et de l'Allemande Mona Barthel, tête de série numéro 3, en demi-finale.
En octobre, Kirsten Flipkens passe les qualifications du tournoi de Linz. Elle y atteint les demi-finales en éliminant Ana Ivanović, tête de série numéro 2 et 12e joueuse mondiale.
La semaine suivante, au tournoi de Luxembourg, Kirsten Flipkens s'offre l'Allemande Sabine Lisicki, 24e mondiale, en trois sets (3-6, 6-3, 6-1).
Elle annonce sa collaboration avec Kim Clijsters qui devient son entraîneuse dès le début de la saison 2013.

### 2013: la confirmation

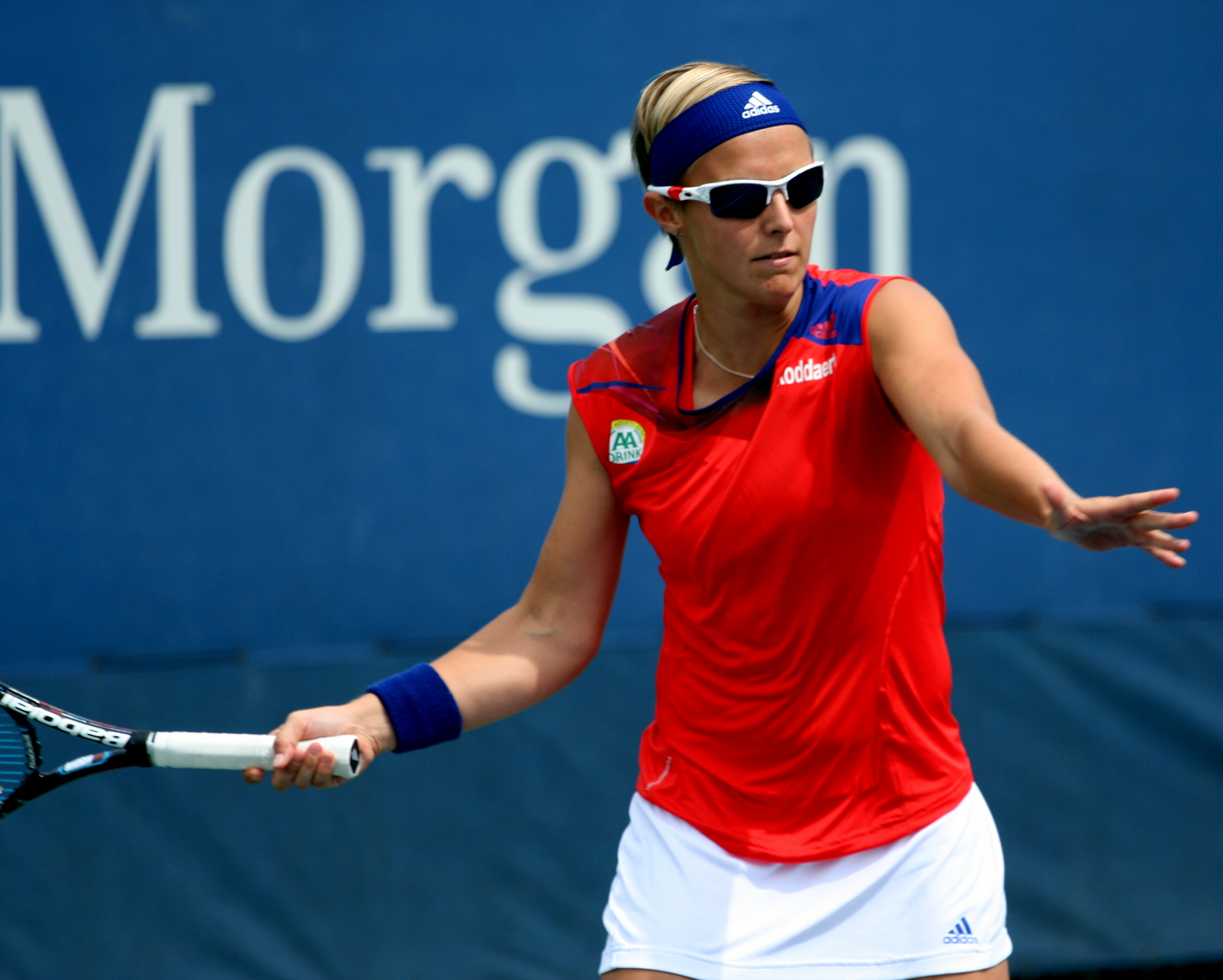
Kirsten Flipkens à l'US Open 2013.

Pour commencer l'année 2013, elle participe au tournoi d'Auckland au cours duquel elle bat Galina Voskoboeva et Pauline Parmentier. Elle joue son quart de finale contre Yanina Wickmayer et s'incline 6-4, 6-3.
La semaine suivante, au tournoi d'Hobart, elle s'impose au premier tour face à Francesca Schiavone, 6e tête de série. Elle s'incline finalement en demi-finale face à Mona Barthel.
À l'Open d'Australie, Elle atteint les huitièmes de finale, son meilleur résultat en Grand Chelem. Elle bat Nina Bratchikova, Klára Koukalová et Valeria Savinykh avant de s'incliner face à Maria Sharapova.
Kirsten Flipkens participe ensuite au tournoi de Memphis en tant que 1re tête de série. Elle passe deux tours et s'incline en quart de finale face à Magdaléna Rybáriková. Elle atteint alors la 31e place au classement WTA et devient numéro 1 belge devant Yanina Wickmayer.
Elle participe ensuite à l'Open d'Indian Wells en tant que tête de série no 28. Elle s'incline au troisième tour face à la no 1 mondiale Victoria Azarenka en trois sets. Elle enchaîne à l'Open de Miami où elle atteint les quarts de finale. Elle s'incline face à Agnieszka Radwańska, après avoir notamment battu Petra Kvitová, 8e joueuse mondiale.
La terre battue n'est pas sa surface préférée. Elle s'incline au premier tour à Stuttgart et à Rome et atteint le deuxième tour à l'Open de Madrid et à l'Open de Bruxelles. À Roland-Garros, en tant que 21e tête de série, elle passe un tour et s'incline face à Francesca Schiavone. Ces maigres résultats lui permettent cependant d'intégrer le top 20 pour la première fois de sa carrière.
Après la saison sur terre, arrive le gazon, sa surface de prédilection. Elle participe au tournoi de Birmingham où elle est première tête de série et exemptée du premier tour. Elle atteint le troisième tour et s'incline face à Magdaléna Rybáriková. Elle participe ensuite à l'Open de Bois-le-Duc en tant que tête de série no 4. Elle atteint la finale du tournoi après avoir éliminé en quarts de finale Urszula Radwańska. Il s'agit de sa deuxième finale d'un tournoi WTA. Mais elle s'incline face à la Roumaine Simona Halep en deux sets (6-4, 6-2).
À Wimbledon, elle se hisse pour la première fois de sa carrière en demi-finale d'un tournoi du Grand Chelem en s'imposant face à l'Italienne Flavia Pennetta en huitièmes de finale, en quarts contre la huitième joueuse mondiale, Petra Kvitová (4-6, 6-3, 6-4), elle s'incline ensuite face à Marion Bartoli (6-1, 6-2), future vainqueure du tournoi.
Blessée au genou lors du Grand Chelem londonien, Kirsten Flipkens ne reprend la compétition qu'à l'Open du Canada en tant que 13e tête de série. Elle affronte Venus Williams au premier tour et s'impose en trois sets. Elle écarte ensuite Kiki Bertens mais s'incline en huitièmes de finale face à Serena Williams.
À l'US Open, Kirsten est tête de série no 12. Elle retrouve Venus Williams au premier tour sur le court Arthur Ashe, où elle est battue nettement par l'Américaine (6-1, 6-2).
Elle défend son unique titre au Challenge Bell en tant que première tête de série mais s'incline au premier tour face à la Slovène Polona Hercog.

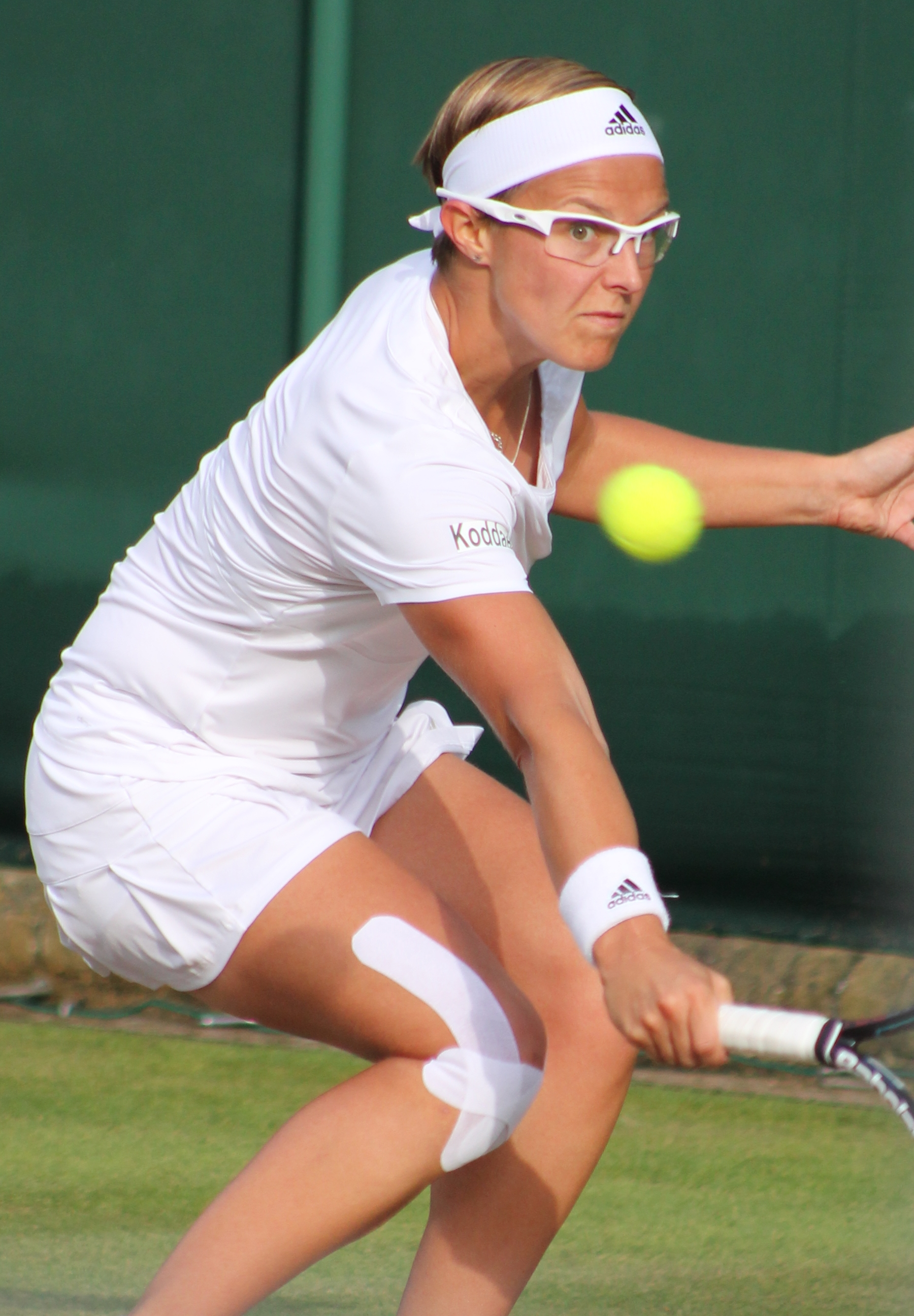
Kirsten Flipkens à Wimbledon 2014.

Sa tournée asiatique n'est pas très réjouissante. À Tokyo, elle est 14e tête de série mais s'incline au second tour face à Magdaléna Rybáriková. Puis à Pékin, elle tombe au premier tour face à la 5e tête de série Sara Errani qui la bat en deux sets (7-63, 6-1).
Au tournoi de Linz, elle atteint les quarts de finale où elle s'incline face à Carla Suárez Navarro. Elle termine son année au Luxembourg où elle s'incline au premier tour face à la qualifiée polonaise Katarzyna Piter, avouant encore souffrir du genou.

### 2014
Comme la saison précédente, Kirsten Flipkens commence la saison en s'alignant au Classic d'Auckland où elle atteint le dernier carré. Elle s'incline en demi-finale face à sa partenaire de double, Ana Ivanović.

### 2022-2023: retraite
Kirsten Flipkens annonce qu'elle met un terme à sa carrière professionnelle en simple, après sa participation au tournoi de Wimbledon où elle a atteint les demi-finales en 2013, son meilleur résultat en Grand Chelem. Elle bat au premier tour Jaimee Fourlis puis s'incline face à la Roumaine Simona Halep, pour son dernier match.
Elle joue encore en double. À l'US Open 2022, elle atteint la finale du double mixte avec Édouard Roger-Vasselin. Ils sont battus par Storm Sanders et John Peers. Elle remporte encore deux titres WTA avec Laura Siegemund, en octobre 2022 à Cluj et en janvier 2023 à Hobart. En juillet 2023, elle annonce qu'elle met un terme à sa carrière de joueuse après sa participation au tournoi de Wimbledon. Associée à Tímea Babos, elle atteint les huitièmes de finale où elle est battue le 10 juillet pour son dernier match par Caroline Garcia et Luisa Stefani (6(8)-7, 3-6).

## Palmarès

### Titre en simple dames
| No | Date       | Nom et lieu du tournoi | Catégorie | Dotation  | Surface         | Finaliste      | Score    |          |
| -- | ---------- | ---------------------- | --------- | --------- | --------------- | -------------- | -------- | -------- |
| 1  | 10-09-2012 | Challenge Bell, Québec | Intern'l  | 220 000 $ | Moquette (int.) | Lucie Hradecká | 6-1, 7-5 | Parcours |

### Finales en simple dames
| No | Date       | Nom et lieu du tournoi              | Catégorie | Dotation  | Surface      | Vainqueure        | Score          |          |
| -- | ---------- | ----------------------------------- | --------- | --------- | ------------ | ----------------- | -------------- | -------- |
| 1  | 16-06-2013 | Topshelf Open, Bois-le-Duc          | Intern'l  | 235 000 $ | Gazon (ext.) | Simona Halep      | 6-4, 6-2       | Parcours |
| 2  | 29-02-2016 | Abierto Monterrey Afirme, Monterrey | Intern'l  | 250 000 $ | Dur (ext.)   | Heather Watson    | 3-6, 6-2, 6-3  | Parcours |
| 3  | 11-06-2018 | Libéma Open, Bois-le-Duc            | Intern'l  | 250 000 $ | Gazon (ext.) | Aleksandra Krunić | 60-7, 7-5, 6-1 | Parcours |

### Titres en double dames
| No | Date       | Nom et lieu du tournoi                  | Catégorie | Dotation  | Surface      | Partenaire         | Finalistes                                 | Score            |          |
| -- | ---------- | --------------------------------------- | --------- | --------- | ------------ | ------------------ | ------------------------------------------ | ---------------- | -------- |
| 1  | 19-09-2016 | Korea Open Séoul                        | Intern'l  | 250 000 $ | Dur (ext.)   | Johanna Larsson    | Akiko Omae Peangtarn Plipuech              | 6-2, 6-3         | Parcours |
| 2  | 12-06-2017 | Ricoh Open Bois-le-Duc                  | Intern'l  | 250 000 $ | Gazon (ext.) | Dominika Cibulková | Kiki Bertens Demi Schuurs                  | 4-6, 6-4, [10-6] | Parcours |
| 3  | 09-04-2018 | Samsung Open presented by Cornèr Lugano | Intern'l  | 250 000 $ | Terre (ext.) | Elise Mertens      | Vera Lapko Aryna Sabalenka                 | 6-1, 6-3         | Parcours |
| 4  | 08-10-2018 | Upper Austria Ladies Linz Linz          | Intern'l  | 250 000 $ | Dur (int.)   | Johanna Larsson    | Raquel Atawo Anna-Lena Grönefeld           | 4-6, 6-4, [10-5] | Parcours |
| 5  | 17-06-2019 | Mallorca Open Calvià                    | Intern'l  | 226 750 $ | Gazon (ext.) | Johanna Larsson    | M. J. Martínez Sánchez Sara Sorribes Tormo | 6-2, 6-4         | Parcours |
| 6  | 10-10-2022 | Transylvania Open Cluj-Napoca           | WTA 250   | 251 750 $ | Dur (int.)   | Laura Siegemund    | Kamilla Rakhimova Yana Sizikova            | 6-3, 7-5         | Parcours |
| 7  | 09-01-2023 | Hobart International Hobart             | WTA 250   | 259 303 $ | Dur (ext.)   | Laura Siegemund    | Viktorija Golubic Panna Udvardy            | 6-4, 7-5         | Parcours |

### Finales en double dames
| No | Date       | Nom et lieu du tournoi                 | Catégorie | Dotation    | Surface      | Vainqueures                         | Partenaire            | Score             |          |
| -- | ---------- | -------------------------------------- | --------- | ----------- | ------------ | ----------------------------------- | --------------------- | ----------------- | -------- |
| 1  | 21-05-2017 | Nürnberger Versicherungscup Nuremberg  | Intern'l  | 250 000 $   | Terre (ext.) | Nicole Melichar Anna Smith          | Johanna Larsson       | 3-6, 6-3, [11-9]  | Parcours |
| 2  | 16-10-2017 | BGL BNP Paribas Open Luxembourg        | Intern'l  | 250 000 $   | Dur (int.)   | Lesley Kerkhove Lidziya Marozava    | Eugenie Bouchard      | 64-7, 6-4, [10-6] | Parcours |
| 3  | 19-02-2018 | Hungarian Ladies Open Budapest         | Intern'l  | 250 000 $   | Dur (int.)   | Georgina García Pérez Fanny Stollár | Johanna Larsson       | 4-6, 6-4, [10-3]  | Parcours |
| 4  | 20-05-2018 | Nürnberger Versicherungscup Nuremberg  | Intern'l  | 250 000 $   | Terre (ext.) | Demi Schuurs Katarina Srebotnik     | Johanna Larsson       | 3-6, 6-3, [10-7]  | Parcours |
| 5  | 11-06-2018 | Libéma Open Bois-le-Duc                | Intern'l  | 250 000 $   | Gazon (ext.) | Elise Mertens Demi Schuurs          | Kiki Bertens          | 3-3 ab.           | Parcours |
| 6  | 07-01-2019 | Hobart International Hobart            | Intern'l  | 250 000 $   | Dur (ext.)   | Chan Hao-ching Latisha Chan         | Johanna Larsson       | 6-3, 3-6, [10-6]  | Parcours |
| 7  | 23-06-2019 | Nature Valley International Eastbourne | Premier   | 933 612 $   | Gazon (ext.) | Chan Hao-ching Latisha Chan         | Bethanie Mattek-Sands | 2-6, 6-3, [10-6]  | Parcours |
| 8  | 14-10-2019 | VTB Kremlin Cup Moscou                 | Premier   | 1 032 000 $ | Dur (int.)   | Shuko Aoyama Ena Shibahara          | Bethanie Mattek-Sands | 6-2, 6-1          | Parcours |

### Finale en double mixte
| No | Date       | Nom et lieu du tournoi   | Catégorie | Dotation  | Surface    | Vainqueures              | Partenaire             | Score            |          |
| -- | ---------- | ------------------------ | --------- | --------- | ---------- | ------------------------ | ---------------------- | ---------------- | -------- |
| 1  | 31-08-2022 | US Open Flushing Meadows | G. Chelem | 667 700 $ | Dur (ext.) | Storm Sanders John Peers | Édouard Roger-Vasselin | 4-6, 6-4, [10-7] | Parcours |

### Titre en simple en WTA 125
| No | Date       | Nom et lieu du tournoi            | Catégorie | Dotation  | Surface    | Finaliste       | Score     |          |
| -- | ---------- | --------------------------------- | --------- | --------- | ---------- | --------------- | --------- | -------- |
| 1  | 11-11-2019 | Oracle Challenger Series, Houston | WTA 125   | 150 000 $ | Dur (ext.) | Coco Vandeweghe | 7-64, 6-4 | Parcours |

## Parcours en Grand Chelem

### En simple dames
| Année | Open d'Australie | Open d'Australie      | Internationaux de France | Internationaux de France | Wimbledon       | Wimbledon          | US Open         | US Open            |
| ----- | ---------------- | --------------------- | ------------------------ | ------------------------ | --------------- | ------------------ | --------------- | ------------------ |
| 2004  | —                | —                     | —                        | —                        | Q2              | Zipora Obziler     | —               | —                  |
| 2005  | —                | —                     | Q1                       | Nathalie Viérin          | Q3              | Ashley Harkleroad  | Q1              | Tatiana Poutchek   |
| 2006  | —                | —                     | 2e tour (1/32)           | Flavia Pennetta          | 1er tour (1/64) | Jamea Jackson      | 2e tour (1/32)  | Jelena Janković    |
| 2007  | 1er tour (1/64)  | Maria Elena Camerin   | —                        | —                        | —               | —                  | —               | —                  |
| 2008  | —                | —                     | Q2                       | Julia Görges             | Q2              | Mathilde Johansson | Q2              | Sandra Záhlavová   |
| 2009  | 2e tour (1/32)   | Jelena Janković       | 2e tour (1/32)           | Dominika Cibulková       | 3e tour (1/16)  | Dinara Safina      | 3e tour (1/16)  | Kim Clijsters      |
| 2010  | 1er tour (1/64)  | Justine Henin         | 2e tour (1/32)           | Maria Sharapova          | 2e tour (1/32)  | Yanina Wickmayer   | 1er tour (1/64) | Patty Schnyder     |
| 2011  | 1er tour (1/64)  | A. Pavlyuchenkova     | 1er tour (1/64)          | Lucie Šafářová           | 1er tour (1/64) | Peng Shuai         | Q1              | Yuliya Beygelzimer |
| 2012  | Q3               | Jamie Hampton         | —                        | —                        | —               | —                  | 2e tour (1/32)  | Victoria Azarenka  |
| 2013  | 1/8 de finale    | Maria Sharapova       | 2e tour (1/32)           | Francesca Schiavone      | 1/2 finale      | Marion Bartoli     | 1er tour (1/64) | Venus Williams     |
| 2014  | 2e tour (1/32)   | Casey Dellacqua       | 2e tour (1/32)           | Julia Glushko            | 3e tour (1/16)  | Angelique Kerber   | 1er tour (1/64) | Sara Errani        |
| 2015  | 1er tour (1/64)  | Dominika Cibulková    | 1er tour (1/64)          | Elena Vesnina            | 2e tour (1/32)  | Victoria Azarenka  | 1er tour (1/64) | Varvara Lepchenko  |
| 2016  | 2e tour (1/32)   | Garbiñe Muguruza      | 1er tour (1/64)          | Alizé Cornet             | 2e tour (1/32)  | Madison Keys       | 1er tour (1/64) | Simona Halep       |
| 2017  | 1er tour (1/64)  | Johanna Konta         | 2e tour (1/32)           | Samantha Stosur          | 2e tour (1/32)  | Angelique Kerber   | 2e tour (1/32)  | Elena Vesnina      |
| 2018  | 2e tour (1/32)   | Magdaléna Rybáriková  | 2e tour (1/32)           | Daria Kasatkina          | 2e tour (1/32)  | Jeļena Ostapenko   | 2e tour (1/32)  | Aleksandra Krunić  |
| 2019  | 1er tour (1/64)  | Aliaksandra Sasnovich | 1er tour (1/64)          | Mónica Puig              | 2e tour (1/32)  | Hsieh Su-wei       | 2e tour (1/32)  | Bianca Andreescu   |
| 2020  | 1er tour (1/64)  | Karolína Muchová      | 1er tour (1/64)          | Yulia Putintseva         | Annulé          | Annulé             | 2e tour (1/32)  | Jessica Pegula     |
| 2021  | 1er tour (1/64)  | Venus Williams        | —                        | —                        | —               | —                  | —               | —                  |
| 2022  | 1er tour (1/64)  | Sara Sorribes Tormo   | —                        | —                        | 2e tour (1/32)  | Simona Halep       | —               | —                  |

N.B. : à droite du résultat se trouve le nom de l'ultime adversaire.

### En double dames
| Année | Open d'Australie           | Open d'Australie      | Internationaux de France      | Internationaux de France | Wimbledon                 | Wimbledon            | US Open                      | US Open           |
| ----- | -------------------------- | --------------------- | ----------------------------- | ------------------------ | ------------------------- | -------------------- | ---------------------------- | ----------------- |
| 2010  | 1er tour (1/32) Oudin      | B. Mattek Yan         | 1er tour (1/32) Tanasugarn    | Williams                 | 1er tour (1/32) Wickmayer | Dushevina Makarova   | 1er tour (1/32) Wöhr         | Cîrstea Šafářová  |
| 2011  | 1er tour (1/32) Koryttseva | B. Mattek Shaughnessy | —                             | —                        | —                         | —                    | —                            | —                 |
| 2012  | —                          | —                     | —                             | —                        | —                         | —                    | 1er tour (1/32) Clijsters    | Chuang Zhang      |
| 2013  | 1er tour (1/32) Rybáriková | Raquel Kops Spears    | —                             | —                        | 2e tour (1/16) Rybáriková | Janković Lučić       | 2e tour (1/16) Cetkovská     | Barty Dellacqua   |
| 2014  | 1er tour (1/32) Bertens    | Hradecká Krajicek     | 2e tour (1/16) Cibulková      | Keys Riske               | 1er tour (1/32) Cibulková | Beygelzimer Jans     | 1er tour (1/32) Cornet       | Muguruza Suárez   |
| 2015  | 2e tour (1/16) Cibulková   | Makarova Vesnina      | —                             | —                        | —                         | —                    | 2e tour (1/16) Robson        | Garcia Srebotnik  |
| 2016  | 1/8 de finale Cibulková    | Rodionova             | 2e tour (1/16) Cibulková      | Babos Shvedova           | 1er tour (1/32) Petkovic  | Konta Sanchez        | 1er tour (1/32) Bencic       | Lučić Sanchez     |
| 2017  | 2e tour (1/16) Errani      | B. Mattek Šafářová    | 1/4 de finale Schiavone       | B. Mattek Šafářová       | 1/8 de finale Mirza       | Chan Hingis          | 1er tour (1/32) Krunić       | Hsieh Niculescu   |
| 2018  | 1er tour (1/32) Schiavone  | Dabrowski Xu          | 2e tour (1/16) Errani         | Williams                 | 1/8 de finale Niculescu   | Babos Mladenovic     | 1er tour (1/32) Van Uytvanck | Babos Mladenovic  |
| 2019  | 1/8 de finale Larsson      | Babos Mladenovic      | 1/2 finale Larsson            | Duan Zheng               | 2e tour (1/16) Larsson    | Kichenok Spears      | 1er tour (1/32) Larsson      | Kužmová Sasnovich |
| 2020  | 2e tour (1/16) Townsend    | Krejčíková Siniaková  | 2e tour (1/16) Pavlyuchenkova | Kostyuk Sasnovich        | Annulé                    | Annulé               | 1er tour (1/16) Van Uytvanck | Melichar Xu       |
| 2021  | 2e tour (1/16) Klepač      | Bolsova Paolini       | —                             | —                        | —                         | —                    | —                            | —                 |
| 2022  | 1/4 de finale Sorribes     | Kudermetova Mertens   | 2e tour (1/16) Fernandez      | Kudermetova Mertens      | 1/8 de finale Sorribes    | Krejčíková Siniaková | 1/4 de finale Sorribes       | Melichar Perez    |
| 2023  | 1er tour (1/32) Siegemund  | Potapova Sizikova     | 2e tour (1/16) Rogers         | Kostyuk Ruse             | 1/8 de finale Babos       | Garcia Stefani       | —                            | —                 |

N.B. : le nom de la partenaire se trouve sous le résultat ; le nom des ultimes adversaires se trouve à droite.

### En double mixte
| Année | Open d'Australie               | Open d'Australie      | Internationaux de France | Internationaux de France | Wimbledon                      | Wimbledon        | US Open                      | US Open       |
| ----- | ------------------------------ | --------------------- | ------------------------ | ------------------------ | ------------------------------ | ---------------- | ---------------------------- | ------------- |
| 2006  | —                              | —                     | —                        | —                        | 2e tour (1/16) Murray          | Grönefeld Čermák | —                            | —             |
|       |                                |                       |                          |                          |                                |                  |                              |               |
| 2013  | —                              | —                     | 1er tour (1/16) Fleming  | Grandin Polášek          | —                              | —                | —                            | —             |
|       |                                |                       |                          |                          |                                |                  |                              |               |
| 2017  | —                              | —                     | —                        | —                        | 2e tour (1/16) Petzschner      | Makarova Mirnyi  | —                            | —             |
| 2018  | —                              | —                     | —                        | —                        | 1/8 de finale Haase            | Spears Cabal     | —                            | —             |
| 2019  | —                              | —                     | —                        | —                        | —                              | —                | 1/8 de finale Roger-Vasselin | Stosur Ram    |
| 2020  | 1er tour (1/16) Melzer         | Klepač Roger-Vasselin | Annulé                   | Annulé                   | Annulé                         | Annulé           | Annulé                       | Annulé        |
|       |                                |                       |                          |                          |                                |                  |                              |               |
| 2022  | 1er tour (1/16) Gillé          | Mladenovic Dodig      | —                        | —                        | —                              | —                | Finale Roger-Vasselin        | Sanders Peers |
| 2023  | 1er tour (1/16) Roger-Vasselin | Townsend Murray       | —                        | —                        | 1er tour (1/16) Roger-Vasselin | Nicholls O'Mara  | —                            | —             |

N.B. : le nom du partenaire se trouve sous le résultat ; le nom des ultimes adversaires se trouve à droite.

## Parcours en «Premier» et «WTA 1000»
Les tournois WTA « Premier Mandatory » et « Premier 5 » (entre 2009 et 2020) et WTA 1000 (à partir de 2021) constituent les catégories d'épreuves les plus prestigieuses, après les quatre levées du Grand Chelem.

### En simple dames
| Année |              | Premier Mandatory            | Premier Mandatory             | Premier Mandatory            | Premier Mandatory         |       | Premier 5 | Premier 5                     | Premier 5                    | Premier 5                    | Premier 5                  | Premier 5 | Premier 5                    |
| Année | Indian Wells | Miami                        | Madrid                        | Pékin                        |                           | Dubaï | Rome      | Canada                        | Cincinnati                   |                              | Tokyo                      |           |                              |
| Année | Indian Wells | Miami                        | Madrid                        | Pékin                        |                           | Doha  | Rome      | Canada                        | Cincinnati                   |                              | Wuhan                      |           |                              |
| Année | Indian Wells | Miami                        | Madrid                        | Pékin                        |                           |       | Rome      | Canada                        | Cincinnati                   |                              |                            |           |                              |
| 2010  |              | 3e tour (1/16) E. Dementieva |                               | 1er tour (1/32) V. Dushevina |                           |       |           | 2e tour (1/16) V. Zvonareva   |                              |                              |                            |           |                              |
| 2011  |              | 1er tour (1/64) L. Hradecká  |                               |                              |                           |       |           |                               |                              |                              |                            |           |                              |
| 2013  |              | 3e tour (1/16) V. Azarenka   | 1/4 de finale A. Radwańska    | 2e tour (1/16) Y. Shvedova   | 1er tour (1/32) S. Errani |       |           |                               | 1er tour (1/32) Y. Wickmayer | 3e tour (1/8) S. Williams    | 1er tour (1/32) E. Vesnina |           | 2e tour (1/16) M. Rybáriková |
| 2014  |              | 2e tour (1/32) C. Dellacqua  | 4e tour (1/8) M. Sharapova    | 1er tour (1/32) Li N.        | 1er tour (1/32) C. Suárez |       |           | 1er tour (1/32) L. Šafářová   | 1er tour (1/32) A. Cornet    | 1er tour (1/32) C. Dellacqua | 2e tour (1/16) S. Halep    |           | 3e tour (1/8) A. Cornet      |
| 2015  |              | 2e tour (1/32) V. Azarenka   | 1er tour (1/64) S. Vögele     |                              |                           |       |           | 1er tour (1/32) A. Cornet     |                              |                              |                            |           |                              |
| 2016  |              |                              | 2e tour (1/32) M. Keys        |                              |                           |       |           | 1er tour (1/32) C. Vandeweghe |                              |                              |                            |           |                              |
| 2017  |              | 2e tour (1/32) G. Muguruza   | 3e tour (1/16) D. Cibulková   |                              |                           |       |           |                               |                              | 2e tour (1/16) G. Muguruza   |                            |           |                              |
| 2018  |              | 1er tour (1/64) E. Makarova  | 2e tour (1/32) J. Konta       |                              | 2e tour (1/16) K. Bertens |       |           |                               |                              | 1er tour (1/32) F. Abanda    |                            |           | 1er tour (1/32) M. Puig      |
| 2019  |              | 2e tour (1/32) D. Collins    | 1er tour (1/64) Y. Putintseva | 1er tour (1/32) A. Sevastova |                           |       |           |                               |                              |                              |                            |           |                              |
| 2020  |              |                              |                               |                              |                           |       |           | 1er tour (1/32) D. Yastremska |                              |                              | 2e tour (1/16) J. Konta    |           |                              |
|       |              | WTA 1000                     |                               |                              |                           |       |           |                               |                              |                              |                            |           |                              |
| 2021  |              | 1er tour (1/64) C. Garcia    | 2e tour (1/32) J. Ostapenko   |                              |                           |       |           |                               |                              |                              |                            |           |                              |
| 2022  |              |                              | 1er tour (1/64) V. Golubic    |                              |                           |       |           |                               |                              |                              |                            |           |                              |

Sous le résultat, l’ultime adversaire.

## Parcours aux Jeux olympiques

### En simple dames
| # | Date       | Nom de l'olympiade          | Surface    | Résultat      | Ultime adversaire | Score    |          |
| - | ---------- | --------------------------- | ---------- | ------------- | ----------------- | -------- | -------- |
| 1 | 06/08/2016 | Olympic Tennis Event Brésil | Dur (ext.) | 3e tour (1/8) | Laura Siegemund   | 6-4, 6-3 | Parcours |

### En double dames
| # | Date       | Nom de l'olympiade                  | Surface    | Résultat      | Partenaire       | Ultimes adversaires                   | Score         |          |
| - | ---------- | ----------------------------------- | ---------- | ------------- | ---------------- | ------------------------------------- | ------------- | -------- |
| 1 | 06/08/2016 | Olympic Tennis Event Rio de Janeiro | Dur (ext.) | 2e tour (1/8) | Yanina Wickmayer | Garbiñe Muguruza Carla Suárez Navarro | 7-5, 2-6, 6-2 | Parcours |

## Parcours en Fed Cup
| #                                                                          | Date       | Lieu                 | Surface         | Gagnante(s)                           | Perdante(s)                          | Score             |          |
| -------------------------------------------------------------------------- | ---------- | -------------------- | --------------- | ------------------------------------- | ------------------------------------ | ----------------- | -------- |
|                                                                            |            |                      |                 |                                       |                                      |                   |          |
| 2003 - 1/2 finale (groupe mondial) - États-Unis - Belgique - 4 : 1         |            |                      |                 |                                       |                                      |                   |          |
| 1                                                                          | 19/11/2003 | Moscou               | Moquette (int.) | Meghann Shaughnessy                   | Kirsten Flipkens                     | 6-74, 7-68, 9-7   | Parcours |
|                                                                            |            |                      |                 |                                       |                                      |                   |          |
| 2004 - 1er tour (groupe mondial) - Belgique - Croatie - 3 : 2              |            |                      |                 |                                       |                                      |                   |          |
| 2                                                                          | 24/04/2004 | Bree                 | Terre (int.)    | Karolina Šprem                        | Kirsten Flipkens                     | 6-2, 6-0          | Parcours |
| 2                                                                          | 24/04/2004 | Bree                 | Terre (int.)    | Darija Jurak Iva Majoli               | Elke Clijsters Kirsten Flipkens      | 6-4, 6-1          | Parcours |
|                                                                            |            |                      |                 |                                       |                                      |                   |          |
| 2004 - 1/4 de finale (groupe mondial) - Espagne - Belgique - 3 : 2         |            |                      |                 |                                       |                                      |                   |          |
| 3                                                                          | 10/07/2004 | Jerez de la Frontera | Terre (ext.)    | Kirsten Flipkens                      | Anabel Medina                        | 7-65, 1-6, 6-2    | Parcours |
| 3                                                                          | 10/07/2004 | Jerez de la Frontera | Terre (ext.)    | M. A. Sánchez                         | Kirsten Flipkens                     | 6-3, 6-4          | Parcours |
| 3                                                                          | 10/07/2004 | Jerez de la Frontera | Terre (ext.)    | Anabel Medina Virginia Ruano          | Els Callens Kirsten Flipkens         | 6-3, 6-2          | Parcours |
|                                                                            |            |                      |                 |                                       |                                      |                   |          |
| 2005 - 1/4 de finale (groupe mondial) - États-Unis - Belgique - 5 : 0      |            |                      |                 |                                       |                                      |                   |          |
| 4                                                                          | 23/04/2005 | Delray Beach         | Dur (ext.)      | Lindsay Davenport Corina Morariu      | Kirsten Flipkens Eveline Vanhyfte    | 6-1, 6-2          | Parcours |
|                                                                            |            |                      |                 |                                       |                                      |                   |          |
| 2005 - Barrage (groupe mondial I) - Belgique - Argentine - 3 : 2           |            |                      |                 |                                       |                                      |                   |          |
| 5                                                                          | 09/07/2005 | Bree                 | Dur (ext.)      | Mariana Díaz-Oliva                    | Kirsten Flipkens                     | 6-2, 6-2          | Parcours |
|                                                                            |            |                      |                 |                                       |                                      |                   |          |
| 2006 - 1/2 finale (groupe mondial) - Belgique - États-Unis - 4 : 1         |            |                      |                 |                                       |                                      |                   |          |
| 6                                                                          | 15/07/2006 | Ostende              | Dur (int.)      | Kirsten Flipkens                      | Jill Craybas                         | 5-7, 6-2, 6-4     | Parcours |
| 6                                                                          | 15/07/2006 | Ostende              | Dur (int.)      | Kirsten Flipkens                      | Mashona Washington                   | 2-6, 3-1 ab.      | Parcours |
|                                                                            |            |                      |                 |                                       |                                      |                   |          |
| 2006 - Finale (groupe mondial) - Belgique - Italie - 2 : 3                 |            |                      |                 |                                       |                                      |                   |          |
| 7                                                                          | 16/09/2006 | Charleroi            | Dur (int.)      | Francesca Schiavone                   | Kirsten Flipkens                     | 6-1, 6-3          | Parcours |
| 7                                                                          | 16/09/2006 | Charleroi            | Dur (int.)      | Mara Santangelo                       | Kirsten Flipkens                     | 6-73, 6-3, 6-0    | Parcours |
| 7                                                                          | 16/09/2006 | Charleroi            | Dur (int.)      | Francesca Schiavone Roberta Vinci     | Kirsten Flipkens Justine Henin       | 3-6, 6-2, 2-0 ab. | Parcours |
|                                                                            |            |                      |                 |                                       |                                      |                   |          |
| 2007 - 1/4 de finale (groupe mondial) - États-Unis - Belgique - 5 : 0      |            |                      |                 |                                       |                                      |                   |          |
| 8                                                                          | 21/04/2007 | Delray Beach         | Dur (ext.)      | Venus Williams                        | Kirsten Flipkens                     | 7-5, 6-2          | Parcours |
| 8                                                                          | 21/04/2007 | Delray Beach         | Dur (ext.)      | Vania King                            | Kirsten Flipkens                     | 4-6, 6-4, 7-5     | Parcours |
|                                                                            |            |                      |                 |                                       |                                      |                   |          |
| 2008 - 1er tour (groupe mondial II) - Ukraine - Belgique - 3 : 2           |            |                      |                 |                                       |                                      |                   |          |
| 9                                                                          | 02/02/2008 | Kharkiv              | Terre (int.)    | Alona Bondarenko                      | Kirsten Flipkens                     | 6-1, 6-2          | Parcours |
|                                                                            |            |                      |                 |                                       |                                      |                   |          |
| 2008 - Barrage (groupe mondial II) - Belgique - Colombie - 5 : 0           |            |                      |                 |                                       |                                      |                   |          |
| 10                                                                         | 26/04/2008 | Mons                 | Dur (int.)      | Kirsten Flipkens                      | Catalina Castaño                     | 6-1, 6-0          | Parcours |
| 10                                                                         | 26/04/2008 | Mons                 | Dur (int.)      | Kirsten Flipkens                      | Mariana Duque Mariño                 | 6-4, 6-3          | Parcours |
|                                                                            |            |                      |                 |                                       |                                      |                   |          |
| 2009 - 1er tour (groupe mondial II) - Slovaquie - Belgique - 4 : 1         |            |                      |                 |                                       |                                      |                   |          |
| 11                                                                         | 07/02/2009 | Bratislava           | Dur (int.)      | Dominika Cibulková                    | Kirsten Flipkens                     | 7-64, 6-1         | Parcours |
| 11                                                                         | 07/02/2009 | Bratislava           | Dur (int.)      | Kirsten Flipkens                      | Lenka Wienerová                      | 6-3, 4-6, 6-0     | Parcours |
|                                                                            |            |                      |                 |                                       |                                      |                   |          |
| 2009 - Barrage (groupe mondial II) - Belgique - Canada - 3 : 2             |            |                      |                 |                                       |                                      |                   |          |
| 12                                                                         | 25/04/2009 | Hasselt              | Terre (int.)    | Kirsten Flipkens Yanina Wickmayer     | Stéphanie Dubois Aleksandra Wozniak  | 6-1, 6-3          | Parcours |
|                                                                            |            |                      |                 |                                       |                                      |                   |          |
| 2010 - 1er tour (groupe mondial II) - Pologne - Belgique - 2 : 3           |            |                      |                 |                                       |                                      |                   |          |
| 13                                                                         | 06/02/2010 | Bydgoszcz            | Dur (int.)      | Agnieszka Radwańska                   | Kirsten Flipkens                     | 6-2, 7-65         | Parcours |
| 13                                                                         | 06/02/2010 | Bydgoszcz            | Dur (int.)      | Kirsten Flipkens                      | Marta Domachowska                    | 6-3, 7-66         | Parcours |
|                                                                            |            |                      |                 |                                       |                                      |                   |          |
| 2010 - Barrage (groupe mondial I) - Belgique - Estonie - 3 : 2             |            |                      |                 |                                       |                                      |                   |          |
| 14                                                                         | 24/04/2010 | Hasselt              | Terre (int.)    | Maret Ani Margit Ruutel               | Kirsten Flipkens Yanina Wickmayer    | 2-6, 6-4, 6-3     | Parcours |
|                                                                            |            |                      |                 |                                       |                                      |                   |          |
| 2011 - 1/4 de finale (groupe mondial) - Belgique - États-Unis - 4 : 1      |            |                      |                 |                                       |                                      |                   |          |
| 15                                                                         | 05/02/2011 | Anvers               | Dur (int.)      | Liezel Huber Vania King               | Kirsten Flipkens An-Sophie Mestach   | 6-3, 7-5          | Parcours |
|                                                                            |            |                      |                 |                                       |                                      |                   |          |
| 2011 - 1/2 finale (groupe mondial) - Belgique - République tchèque - 2 : 3 |            |                      |                 |                                       |                                      |                   |          |
| 16                                                                         | 16/04/2011 | Charleroi            | Dur (int.)      | Petra Kvitová                         | Kirsten Flipkens                     | 6-2, 7-64         | Parcours |
| 16                                                                         | 16/04/2011 | Charleroi            | Dur (int.)      | Kirsten Flipkens                      | Barbora Z. Strýcová                  | 6-2, 6-3          | Parcours |
| 16                                                                         | 16/04/2011 | Charleroi            | Dur (int.)      | Iveta Benešová Barbora Z. Strýcová    | Kirsten Flipkens Yanina Wickmayer    | 6-4, 6-4          | Parcours |
|                                                                            |            |                      |                 |                                       |                                      |                   |          |
| 2012 - 1er tour (groupe mondial) - Belgique - Serbie - 2 : 3               |            |                      |                 |                                       |                                      |                   |          |
| 17                                                                         | 04/02/2012 | Charleroi            | Dur (int.)      | Jelena Janković                       | Kirsten Flipkens                     | 7-5, 7-5          | Parcours |
| 17                                                                         | 04/02/2012 | Charleroi            | Dur (int.)      | Bojana Jovanovski                     | Kirsten Flipkens                     | 6-2, 6-4          | Parcours |
|                                                                            |            |                      |                 |                                       |                                      |                   |          |
| 2013 - 1er tour (groupe mondial II) - Suisse - Belgique - 4 : 1            |            |                      |                 |                                       |                                      |                   |          |
| 18                                                                         | 09/02/2013 | Berne                | Terre (int.)    | Romina Oprandi                        | Kirsten Flipkens                     | 6-3, 6-3          | Parcours |
|                                                                            |            |                      |                 |                                       |                                      |                   |          |
| 2013 - Barrage (groupe mondial II) - Belgique - Pologne - 1 : 4            |            |                      |                 |                                       |                                      |                   |          |
| 19                                                                         | 20/04/2013 | Coxyde               | Dur (int.)      | Kirsten Flipkens                      | Urszula Radwańska                    | 6-4, 6-3          | Parcours |
| 19                                                                         | 20/04/2013 | Coxyde               | Dur (int.)      | Agnieszka Radwańska                   | Kirsten Flipkens                     | 4-6, 6-1, 6-2     | Parcours |
|                                                                            |            |                      |                 |                                       |                                      |                   |          |
| 2016 - Barrage (groupe mondial II) - Serbie - Belgique - 2 : 3             |            |                      |                 |                                       |                                      |                   |          |
| 20                                                                         | 16/04/2016 | Belgrade             | Terre (int.)    | Aleksandra Krunić                     | Kirsten Flipkens                     | 6-4, 7-68         | Parcours |
| 20                                                                         | 16/04/2016 | Belgrade             | Terre (int.)    | Kirsten Flipkens                      | Ivana Jorović                        | 7-68, 6-4         | Parcours |
|                                                                            |            |                      |                 |                                       |                                      |                   |          |
| 2017 - 1er tour (groupe mondial II) - Roumanie - Belgique - 1 : 3          |            |                      |                 |                                       |                                      |                   |          |
| 21                                                                         | 11/02/2017 | Bucarest             | Dur (int.)      | Kirsten Flipkens                      | Monica Niculescu                     | 6-3, 6-4          | Parcours |
| 21                                                                         | 11/02/2017 | Bucarest             | Dur (int.)      | Sorana Cîrstea Monica Niculescu       | Kirsten Flipkens Maryna Zanevska     | 6-2, 6-0          | Parcours |
|                                                                            |            |                      |                 |                                       |                                      |                   |          |
| 2018 - 1/4 de finale (groupe mondial) - France - Belgique - 3 : 2          |            |                      |                 |                                       |                                      |                   |          |
| 22                                                                         | 10/02/2018 | Mouilleron-le-Captif | Dur (int.)      | Kristina Mladenovic                   | Kirsten Flipkens                     | 6-2, 6-4          | Parcours |
| 22                                                                         | 10/02/2018 | Mouilleron-le-Captif | Dur (int.)      | Amandine Hesse Kristina Mladenovic    | Kirsten Flipkens Elise Mertens       | 6-4, 2-6, 6-2     | Parcours |
|                                                                            |            |                      |                 |                                       |                                      |                   |          |
| 2018 - Barrage (groupe mondial I) - Italie - Belgique - 0 : 4              |            |                      |                 |                                       |                                      |                   |          |
| 23                                                                         | 22/04/2018 | Gênes                | Terre (int.)    | Kirsten Flipkens Elise Mertens        | Deborah Chiesa Jasmine Paolini       | 6-1, 6-4          | Parcours |
|                                                                            |            |                      |                 |                                       |                                      |                   |          |
| 2019 - 1/4 de finale (groupe mondial) - Belgique - France - 1 : 3          |            |                      |                 |                                       |                                      |                   |          |
| 24                                                                         | 09/02/2019 | Liège                | Dur (int.)      | Ysaline Bonaventure Kirsten Flipkens  | Fiona Ferro Pauline Parmentier       | 6-3, 3-6, [10-6]  | Parcours |
|                                                                            |            |                      |                 |                                       |                                      |                   |          |
| 2019 - Barrage (groupe mondial I) - Belgique - Espagne - 2 : 3             |            |                      |                 |                                       |                                      |                   |          |
| 25                                                                         | 20/04/2019 | Courtrai             | Dur (int.)      | Kirsten Flipkens                      | Garbiñe Muguruza                     | 6-3, 4-6, 6-4     | Parcours |
| 25                                                                         | 20/04/2019 | Courtrai             | Dur (int.)      | Garbiñe Muguruza Carla Suárez Navarro | Ysaline Bonaventure Kirsten Flipkens | 7-64, 2-6, 6-2    | Parcours |

## Classements WTA en fin de saison
| Année          | 2001 | 2002 | 2003 | 2004 | 2005 | 2006 | 2007 | 2008 | 2009 | 2010 | 2011 | 2012 | 2013 | 2014 | 2015 | 2016 | 2017 | 2018 | 2019 | 2020 | 2021 | 2022 | 2023 |
| Rang en simple | 1122 | 560  | 363  | 169  | 201  | 105  | 363  | 104  | 81   | 77   | 194  | 54   | 20   | 46   | 93   | 62   | 76   | 48   | 95   | 85   | 305  | 241  | –    |
| Rang en double | –    | 780  | 310  | –    | 958  | 391  | –    | 706  | 333  | 303  | 340  | –    | 136  | 254  | 168  | 87   | 44   | 34   | 23   | 30   | 181  | 30   | 115  |

Source : (en) Classements de Kirsten Flipkens sur le site officiel de la Fédération internationale de tennis

## Records et statistiques

### Victoires sur le top 20
| #  | Rang Flipkens | Tournoi               | Année | Surface      | Adversaire         | Rang | Tour              | Score           |
| -- | ------------- | --------------------- | ----- | ------------ | ------------------ | ---- | ----------------- | --------------- |
| 1  | 74            | Tournoi de Luxembourg | 2010  | Dur          | Aravane Rezaï      | 15   | 2e tour           | 6-0, 6-1        |
| 2  | 262           | Open de Bois-le-duc   | 2012  | Gazon        | Samantha Stosur    | 5    | 1er tour          | 7-65, 6-3       |
| 3  | 102           | Open de Québec        | 2012  | Dur          | Dominika Cibulková | 13   | 1er tour          | 2-6, 6-3, 7-5   |
| 4  | 66            | Tournoi de Linz       | 2012  | Dur          | Ana Ivanović       | 12   | 1/4 de finale     | 6-4, 6-0        |
| 5  | 28            | Open de Miami         | 2013  | Dur          | Petra Kvitová      | 8    | 3e tour           | 6-0, 4-6, 6-1   |
| 6  | 20            | Tournoi de Wimbledon  | 2013  | Gazon        | Petra Kvitová      | 8    | 1/4 de finale     | 4-6, 6-3, 6-4   |
| 7  | 47            | Tournoi de New Haven  | 2014  | Dur          | Andrea Petkovic    | 19   | 1/8 de finale     | 4-6, 7-64, 7-66 |
| 8  | 110           | Tournoi de Linz       | 2015  | Dur (int.)   | Caroline Wozniacki | 11   | 1/8 de finale     | 6-4, 6-4        |
| 9  | 61            | Tournoi de Majorque   | 2016  | Gazon        | Garbiñe Muguruza   | 2    | 1er tour          | 6-3, 6-4        |
| 10 | 61            | Jeux olympiques       | 2016  | Dur          | Venus Williams     | 6    | 1er tour          | 4-6, 6-3, 7-65  |
| 11 | 69            | Tournoi de Nuremberg  | 2018  | Terre battue | Kiki Bertens       | 18   | 1/4 de finale     | 5-7, 6-3, 7-62  |
| 12 | 59            | Fed Cup               | 2019  | Dur          | Garbiñe Muguruza   | 19   | Barrages Groupe 1 | 6-3, 4-6, 6-4   |

### Ses trois meilleures victoires en simple par saison
| 2002 1. D. Randriantefy - 342e - 6-2, 7-5 2. J. Hewitt - 373e - 6-4, 6-0 3. Ana Timotić - 389e - 6-3, 6-1 | 2003 1. V. Pichet - 192e - 6-3, 6-1 2. N. Ostrovskaya - 202e - 7-6, 3-6, 6-4 3. D. Topalova - 272e - 6-4 ab. | 2004 1. Émilie Loit - 39e - 6-2, 4-6, 6-2 2. A.M. Garrigues - 54e - 7-6, 1-6, 6-2 3. M.E. Camerin - 67e - 7-5, 6-4 | 2005 1. S. Farina - 28e - 6-3, 6-2 2. J. Schruff - 81e - 3-6, 7-5, 7-6 3. L. Lee-Waters - 101e - 6-4, 6-3 |  |

| 2006 1. E. Vesnina - 44e - 4-0 ab 2. A. Yakimova - 54e - 2-6, 6-3, 6-1 3. J. Craybas - 70e - 5-7, 6-2, 6-4 | 2007 1. V. King - 83e - 4-6, 6-4, 7-5 2. A. Petkovic - 98e - 6-3, 6-3 3. Maret Ani - 114e - 7-6, 6-1 | 2008 1. L. Šafářová - 39e - 7-5, 6-4 2. S. Beltrame - 90e - 6-4, 6-3 3. M. Johansson - 92e - 7-6, 6-1 | 2009 1. A.M. Garrigues - 21e - 6-1, 6-3 2. A.M. Garrigues - 26e - 7-5, 6-3 3. Á. Szávay - 28e - 7-5, 6-4 |  |

| 2010 1. A. Rezaï - 15e - 6-0, 6-1 2. M. Kirilenko - 28e - 6-3, 3-3 ab. 3. A. Wozniak - 34e - 7-5, 6-2 | 2011 1. K. Zakopalová - 38e - 6-3, 6-2 2. B. Strýcová - 49e - 6-2, 6-3 3. M. Johansson - 68e - 6-4, 6-1 | 2012 1. S. Stosur - 5e - 7-6, 6-3 2. A. Ivanović - 12e - 6-4, 6-0 3. D. Cibulková - 13e - 2-6, 6-3, 7-5 | 2013 1. P. Kvitová - 8e - 4-6, 6-3, 6-4 2. P. Kvitová - 8e - 6-0, 4-6, 6-1 3. K. Zakopalová - 22e - 6-1, 6-0 |  |

| 2014 1. A. Petkovic - 19e - 4-6, 7-64, 7-66 2. M. Barthel - 36e - 6-3, 4-6, 6-2 3. Y. Meusburger - 40e - 6-1, 6-3 | 2015 1. C. Wozniacki - 11e - 6-4, 6-4 2. A. Cornet - 28e - 2-6, 6-1, 6-2 3. M. Brengle - 40e - 6-4, 6-3 | 2016 1. G. Muguruza - 2e - 6-3, 6-4 2. V. Williams - 6e - 4-6, 6-3, 7-65 3. J. Konta - 27e - 6-3, 62-7, 6-1 | 2017 1. Ana Konjuh - 22e - 6-2 ab. 2. L. Tsurenko - 30e - 6-2, 6-3 3. Ana Konjuh - 31e - 7-64, 66-7, 6-2 |

| 2018 1. K. Bertens - 18e - 5-7, 6-3, 7-62 2. K. Bertens - 21e - 6-4, 66-7, 6-1 3. C. Vandeweghe - 25e - 6-3, 7-63 | 2019 1. G. Muguruza - 19e - 6-3, 4-6, 6-4 2. D. Yastremska - 28e - 6-3, 3-6, 6-3 3. L. Tsurenko - 32e - 7-68, 7-5 |  |  |

Source : (en) Résultats de Kirsten Flipkens sur le site officiel du WTA Tour (Results)

## Distinctions personnelles
- Espoir belge de l'année 2003
- Sportive belge de l'année 2013